# Guillaume de Chanac
Guillaume de Chanac (Parigi, 1320 – Avignone, 30 dicembre 1383) è stato un cardinale e vescovo cattolico francese, noto anche come il Cardinale di Mende.

## Biografia
Membro di una nobile famiglia proveniente dal Limosino, era figlio del cavaliere Guy de Chanac e di Isabelle de Montroux. Suo fratello era il pseudo-cardinale Bertrand de Chanac; era inoltre pronipote del patriarca di Alessandria  e nipote di Fouques, vescovo di Parigi.
Entrò in giovane età nell'Ordine benedettino presso il monastero di Saint-Martial de Limoges; riuscì ad ottenere un dottorato in legge, fu professore presso l'Università della Sorbona a Parigi. In seguito divenne priore a Longpont  e a Vézelay; il 30 aprile 1354 divenne abate di Saint-Florent de Saumur, poi nel 1360 cancelliere del duca di Anjou; nel 1362 fu abate di Fontaine de Bése; verso il 1367 fu uditore della Sacra Romana Rota.
Il 22 settembre 1368 fu nominato vescovo di Chartres e ne prese possesso il 4 febbraio 1369. L'8 gennaio 1371 fu trasferito alla diocesi di Mende, che resse fino alla sua promozione al cardinalato.
Fu creato cardinale presbitero da papa Gregorio XI nel concistoro del 30 maggio 1371 e ricevette il titolo di San Vitale. Non prese parte al conclave dell'aprile 1378, che elesse papa Urbano VI, perché si trovava ad Avignone; non partecipò neanche al successivo conclave del settembre 1378, che elesse l'antipapa Clemente VII. In seguito si legò all'obbedienza avignonese. Il 21 novembre 1383 optò per l'ordine dei cardinali vescovi e per la sede suburbicaria di Frascati.
Morì il 30 dicembre 1383 ad Avignone e fu sepolto nella chiesa dei dominicani della stessa città.